# Cyberlindnera meyerae
Cyberlindnera meyerae är en svampart som först beskrevs av Van der Walt, och fick sitt nu gällande namn av Minter 2009. Cyberlindnera meyerae ingår i släktet Cyberlindnera, ordningen Saccharomycetales, klassen Saccharomycetes, divisionen sporsäcksvampar och riket svampar.   Inga underarter finns listade i Catalogue of Life.